# Catedral de San Salvador (Isfahán)
La catedral de San Salvador, (en persa: کلیسای وانک; en armenio: Սուրբ Ամենափրկիչ Վանք)  también llamada catedral de Vank y la iglesia de las Hermanas Santas, es una catedral armenia en la ciudad de Isfahán, en el país asiático de Irán. Vank significa «monasterio» o «convento» en el idioma armenio.
Esta catedral fue una de las primeras iglesias que se establecieron en el distrito de Jolfa de la ciudad en 1606 por parte de los cientos de miles de deportados armenios que fueron reasentados por Shah Abbas I durante la guerra Otomana de 1603 a 1618.

## Galería

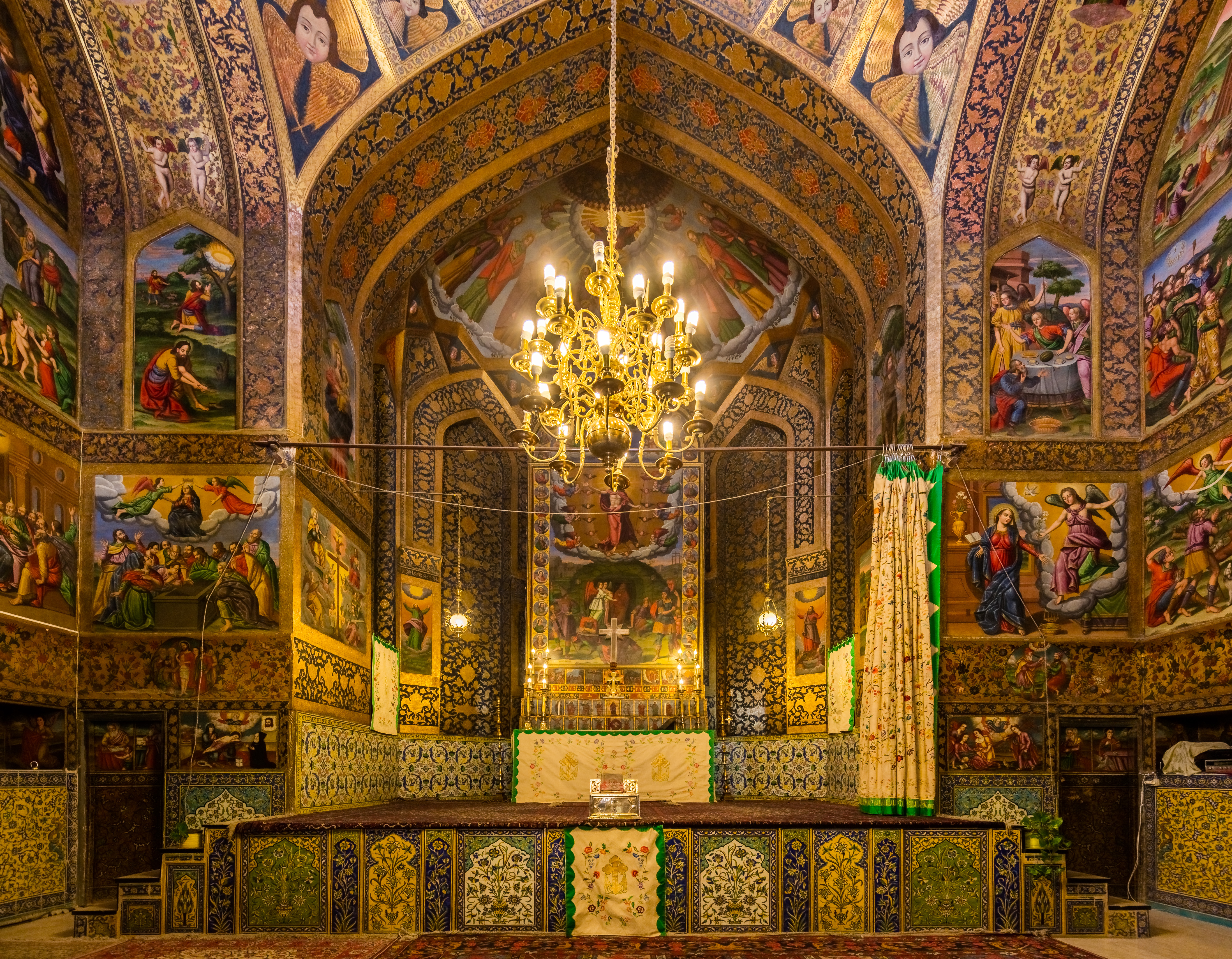
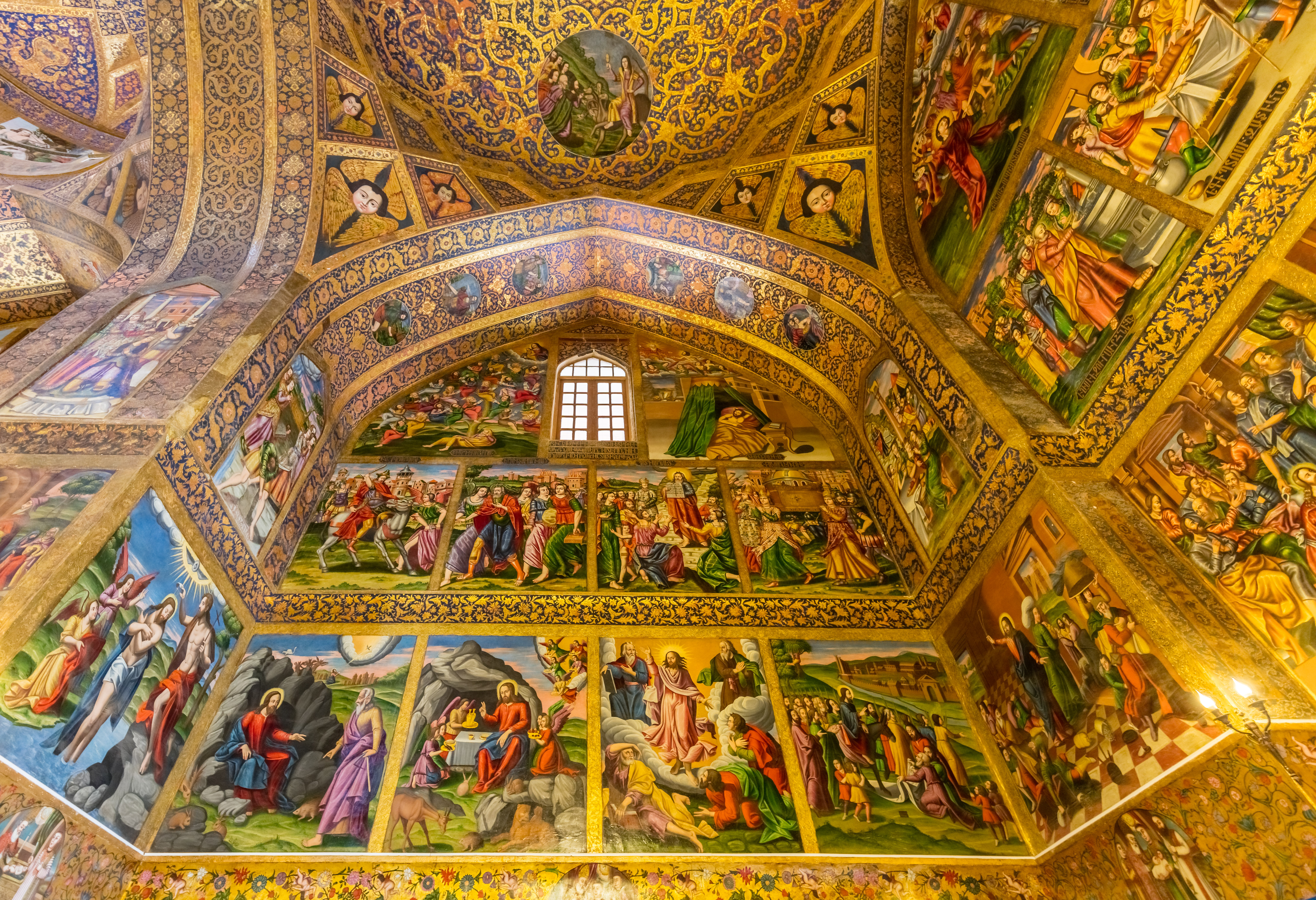
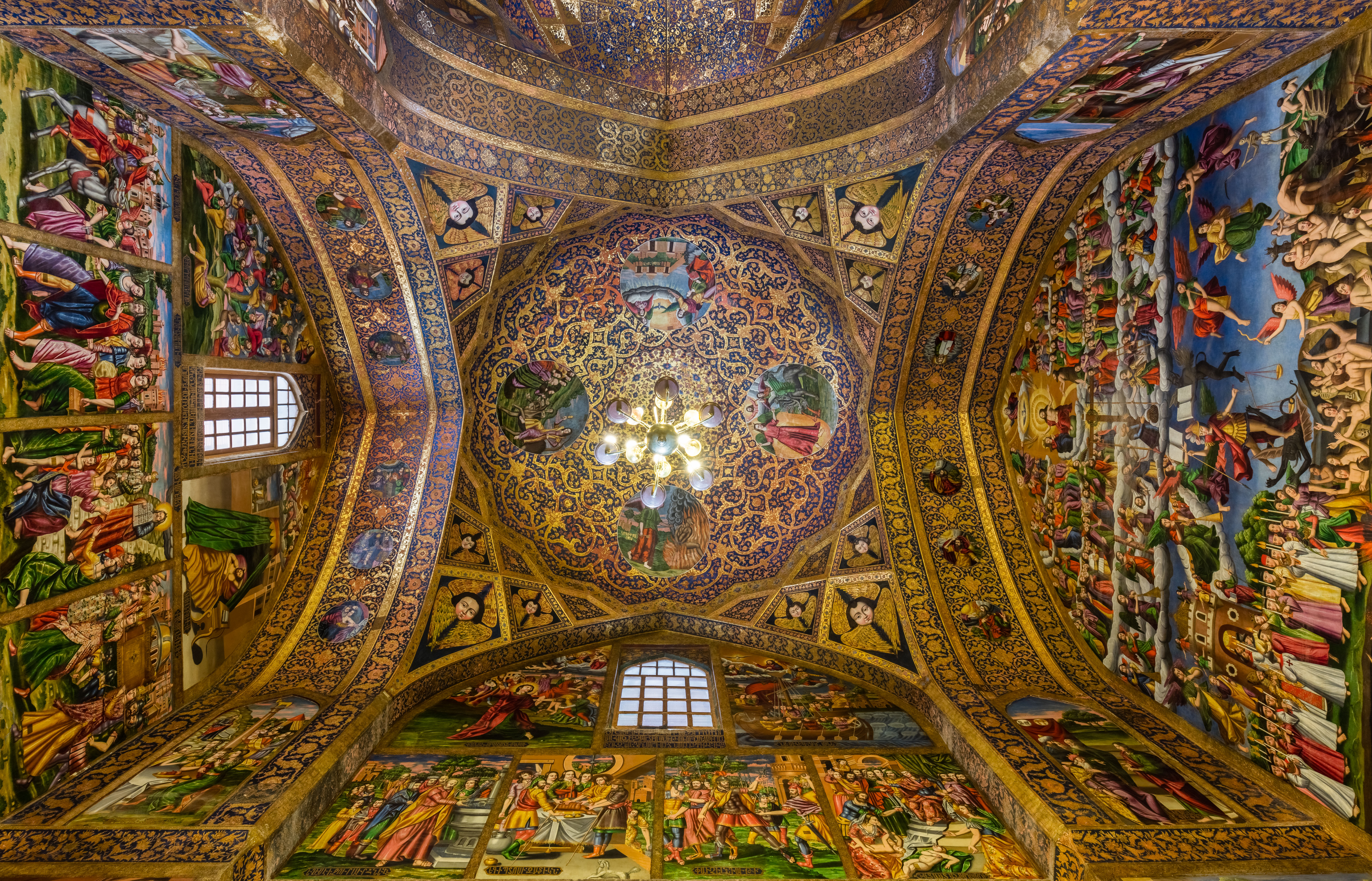
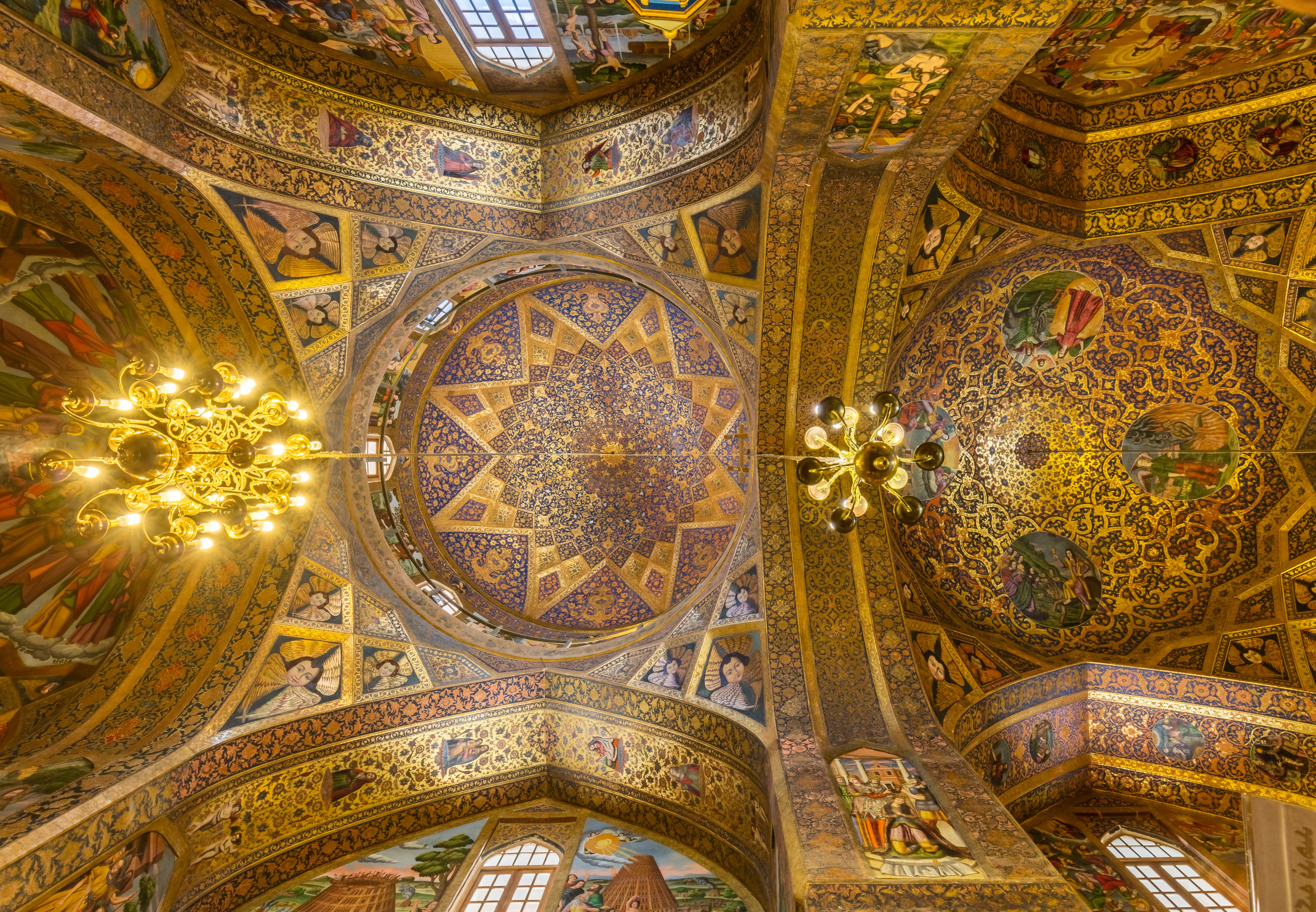